# 快速電波爆發

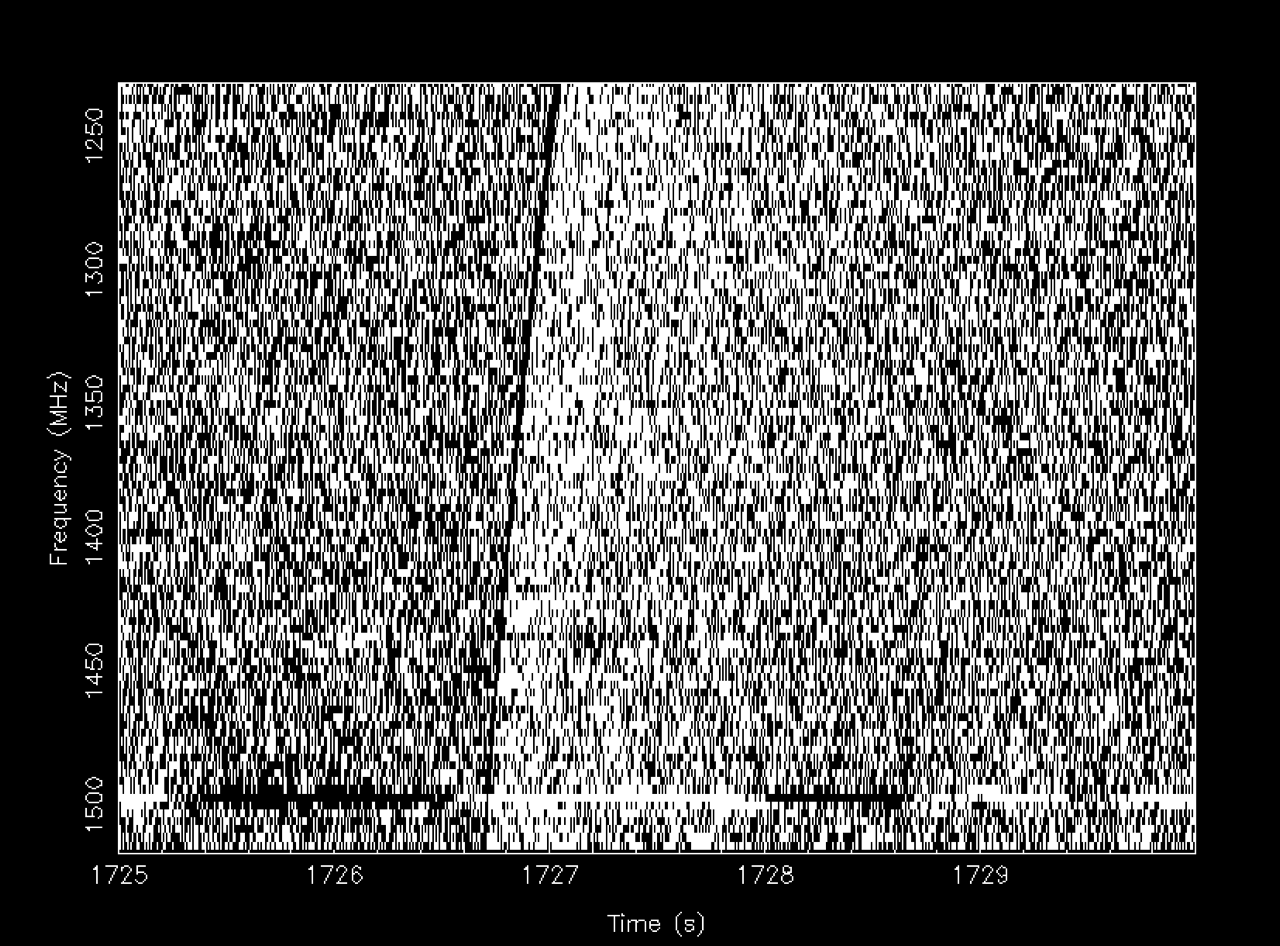
洛里默暴–人类观测到的第一个快速射电暴

快速射电暴（英語：Fast radio burst，缩写为）是一种宇宙学起源的高能天体物理现象，呈現瞬態電波脈衝，僅維持數毫秒的爆發。辐射流量密度一般在{\displaystyle 50\,\mathrm {mJy} }－{\displaystyle 100\,\mathrm {Jy} }之间。电波穿越電漿过程中发生色散，造成脉冲高频成分和低频成分之间有時間延遲{\displaystyle \Delta t}，它與頻散量{\displaystyle \mathrm {DM} }相關。快速電波爆發的色散量远超出银河系的色散量，表明其具有銀河系外的起源。

## 命名方式
快速電波爆發的名字是依據錄得訊號的時間日期，以"YYMMDD"的排序命名。例如，第一個被發現的FRB是FRB 010621；2011年6月26日的FRB就稱為FRB 110626。

## 观测历史

### 洛里默爆發
2007年，邓肯·洛里默等人在澳大利亞帕克斯電波天文台2001年的檔案資料裡發現了洛里默爆發（FRB 010724）。對資料分析發現在2001年7月24日發生了一個30央斯基的色散爆發，持續時間短於5毫秒，位置距離小麥哲倫星系3°。這個爆發的屬性報告顯示與銀河系和小麥哲倫星系都沒有物理上的關聯性，這就是現今所知的洛里默爆發。發現者以現存的自由電子模型在宇宙中的含量爭論這個爆發的距離小於10億秒差距。在追加的90小時觀測時間內沒有進一步的爆發事實顯示這是一次奇異的事件，可能是一次超新星爆炸或相對論性的事件。類似事件的发生率可能为每天數百次。

### 2010年
在2010年，有16次類似的新脈衝報告：但顯然是起源於地球，且都是帕克斯天文台檢測到的，被命名為佩里顿(天文學)（Peryton是指人造的鹿鹰兽）。

### 2012年

#### FRB 121102
2012年，阿雷西博電波望遠鏡在北半球的御夫座方向上檢測到一次快速電波爆發（FRB 121102），由它的電漿頻散效應，證實是起源於銀河系之外。麥基爾大學的Victoria Kaspi估計在整個天空每天可以發生多達10,000次的快速電波爆發。

### 2013年
2013年，有4次爆發事件支持了快速射电暴的河外起源。

### 2014年
FRB 140514被即時觀測到，並被發現有21%（±7%）的圆偏振。

### 2015年
2015年1月19日，澳大利亞國家科學機構（聯邦科學與工業研究組織，CSIRO）的天文學家在帕克斯電波天文台首度直接觀測到FRB。

#### FRB 110523
2015年，天文学家在綠堤望遠鏡的檔案資料中被發現了FRB 110523。它是第一個被檢測到線偏振的FRB（然而，法拉第旋轉的計算，允許檢測到的圓偏極化）。頻散延遲表明這次的爆發起源於外星系，距離可能遠達60億光年。

#### 乌龙事件
Hippke et al. 分析了11个“快速射电暴”，发现它们的頻散量的中心值为 375，562，750，937，1125 cm−3 pc，均接近187.5 cm−3 pc的整数倍。但是，後續的觀测否定了這種观点，它也被證實是微波爐在加熱過程中，門被突然打開時由磁控管產生的排放造成的烏龍事件。

#### FRB 150418
2015年4月18日，帕克斯天文台檢測到FRB 150418，數小時內好幾架望遠鏡，包括澳大利亞望遠鏡緻密陣列都捕捉到閃光的餘輝，並且經過6天才黯淡至看不見。昴星團望遠鏡被用於尋找它的宿主星系，並且用來確定它的紅移和隱含於爆炸的距離。
然而，這次爆發的來源很快就引起了質疑，並且在2016年4月被確認為是起源於一個活躍星系核，是超大質量黑洞雙極噴流向外排放的能量爆發。它還被指出為什麼餘輝永遠不會消失，意味著它與快速電波爆發毫無關聯。
2015年11月，加拿大麥基爾大學的天文學家保羅·朔爾茨在阿雷西博電波望遠鏡當年5月和6月的檔案資料中發現10個非週期性重複出現的快速電波脈衝。這10次爆發的頻散值和在天空中的位置與2012年檢測到的FRB 121102一致。如同2012年的爆發，這10個有三次源自銀河系的最大電漿頻散值。研究小組認為，這一現象排除了可能只能出現一次，如同一個黑洞或兩顆中子星碰撞爆炸的自我毀滅等災難性的事件。據科學家說，這一資料支持起源於年輕的自轉中子星（波煞）或高度磁化的中子星（磁星），或是高度磁化的脈衝星穿越小行星帶，或是從白矮星聯星的洛希瓣間歇溢出。

### 2016年
2016年12月16日，在相同的方向又有多次新的快速電波爆發。這也是唯一知道的，有兩次在空間中的同一位置發現這些信號。FRB 121102與地球的距離至少有1,150天文單位，但確定與銀河系外星系有著極高度的關聯性。

### 2017年
在澳大利亞坎培拉附近，升級後的莫朗格洛河天文臺合成望遠鏡（UTMOST），報告發現3個FRBs 。在2015年至2016年為期180天的巡天，發現3個843Mhz的FRBs。每個FRB射束都位於一個較為狹窄的橢圓；相對應的頻寬在828-858 MHz，得到的DM误差较大。
使用澳大利亞千米陣列（ASKAP）的簡短巡天，在3.4天內發現一個FRB。FRB170107亮度的累積通量是58±6 Jy ms。
截至2017年1月，FRB 121102 被認為與距離地球30億光年，有著低亮度活躍星系核的一個矮星系有著共同的位置，可能是一種之前未知的銀河系外源，或是活躍超新星殘骸中的年輕中子星。

### 2018年
2018年加拿大氢强度测绘实验（CHIME）發現13個快速電波爆發。CHIME将快速電波爆發观测，做為它的第二目標。

### 2019年

#### 2019年8月
2019年8月30日上午，中国500米口径球面射电望远镜（FAST）首次实时探测到来自FRB121102的脉冲。

#### FRB 191223
2019年12月29日，澳大利亞天文學家報告首次探測到來自FRB191223的脈衝。

#### FRB 191228
2019年12月31日，澳大利亞天文學家使用澳大利亞千米陣列（ASKAP），報告首次探測到來自在南魚座星座的FRB191228的脈衝(RA = 22:57(2), DEC = -29:46(40))。

### 2020年

#### FRB 200428
2020年4月28日，加拿大天文學家使用加拿大氢强度测绘实验（CHIME）電波望遠鏡首次探測到來自狐狸座星座的FRB200428的脈衝。脈衝的DM為332.8 pc/cc 。

#### FRB 200914和200919
2020年9月24日，天文學家報告說，帕克斯射電望遠鏡發現了兩個新的FRB，FRB200914和FRB200919。 平方千米阵射電望遠鏡項目後來報告了FRB 200914的低頻發射上限。

## 观测特征

### 色散量
色散量（Dispersion measure，缩写为DM）是传播路径上自由电子柱密度{\displaystyle n_{\mathrm {e} }}的积分：
{\displaystyle \mathrm {DM} =\int _{0}^{d}{n_{e}\;dl}}
其单位为{\displaystyle {\rm {{pc}/{\rm {{cm}^{-3}}}}}}。
对于某频率{\displaystyle \nu }的信号，其传播时间为：
{\displaystyle t=k_{\mathrm {DM} }\cdot \left({\frac {\mathrm {DM} }{\nu ^{2}}}\right)}
其中色散常量{\displaystyle k_{\mathrm {DM} }}为
{\displaystyle k_{\mathrm {DM} }={\frac {e^{2}}{2\pi m_{\mathrm {e} }c}}\simeq 4.149\,\mathrm {GHz} ^{2}\,\mathrm {pc} ^{-1}\,\mathrm {cm} ^{3}\,\mathrm {ms} }
则脉冲高频成分{\displaystyle \nu _{\mathrm {hi} }}和低频成分{\displaystyle \nu _{\mathrm {lo} }}之间的时间延迟{\displaystyle \Delta t}为
{\displaystyle \Delta t=k_{\mathrm {DM} }\cdot \mathrm {DM} \cdot \left({\frac {1}{\nu _{\mathrm {lo} }^{2}}}-{\frac {1}{\nu _{\mathrm {hi} }^{2}}}\right)}

## 爆发机制
快速電波爆發的物理机制尚不清楚。天文学家已提出了数十个理论模型；一些模型認為快速射电暴可以起源于磁星爆发。还有些人猜測這些信號可能是外星智慧的跡象。

## 外部連結
- . Swinburne University of Technology.   [2016-12-28]. （原始内容存档于2017-01-07）.